# Вальдфридхоф (Мюнхен)
Кладбище Вальдфридхоф (нем. Waldfriedhof — «Лесное кладбище») — одно из 29 кладбищ Мюнхена.Стало наиболее известным кладбищем города благодаря знаменитому парку и высокохудожественным надгробиям на могилах известных людей.

## История
Кладбище было спроектировано архитектором Гансом Гресселем и открыто в 1907 году. Позже, Гресселю было поручено спланировать четыре новых кладбища. Грессель в своей работе использовал влияние раннехристианской и византийской архитектур в погребальных часовнях и других строениях на кладбище.